# Kaze no denwa
Kaze no denwa (風の電話?) è un film del 2020 diretto da Nobuhiro Suwa.
Il film, che esplora il trauma delle vittime del terremoto e maremoto del Tōhoku del 2011 e della conseguente tragedia di Fukushima, venne presentato al Festival di Berlino 2020 nella sezione Generation 14plus dove ebbe una menzione per il gran premio della giuria al miglior film.
Il titolo si riferisce al cosiddetto "telefono del vento", mostrato nella parte finale del film, e realmente presente nei pressi della cittadina di Ōtsuchi. Si tratta di una cabina telefonica scollegata i cui visitatori intrattengono idealmente conversazioni con i propri cari defunti. 

## Trama
Haru, studentessa liceale di 17 anni, a 9 anni perse entrambi i genitori e il fratello minore nel terribile tsunami che colpì il nord-est del Giappone nel 2011. Da Ōtsuchi, nella prefettura di Iwate, si trasferì a Kure, nella prefettura di Hiroshima per vivere con la zia Hiroko. Ad otto anni dalla tragedia e in vista di alcuni giorni di vacanza, la zia propone alla nipote di visitare la sua cittadina di origine, nella quale non è più tornata. La ragazza si dice contraria quindi va a scuola, come tutti i giorni. Tornata a casa, scopre che la zia ha avuto un malore ed è priva di sensi. Dopo una notte di apprensione in ospedale, i medici rassicurano Haru. La zia è fuori pericolo ma è ancora in stato di incoscienza. 
Haru, con ancora la divisa scolastica addosso, dopo aver abbracciato la zia, lascia l'ospedale vagando a piedi, apparentemente senza meta. Giunta nei pressi di in una strada interdetta per dissesti, si addentra incuriosita fino alle rovine di un paese devastato da una recente alluvione, che le fa rivivere il dramma personale fino ad abbandonarsi per terra disperata. Un uomo, sopraggiunto per lavoro, la scorge e la soccorre allarmato. Quindi la porta a casa sua dove convive con l'anziana madre vittima di demenza senile. L'anziana donna scambia la ragazza per sua figlia, morta suicida molti anni prima, quindi rievoca la tragedia della bomba atomica, alla quale scampò da bambina. L'uomo porta quindi la ragazza alla stazione perché ritorni a casa, ma Haru si dirige verso nord.
Dopo un passaggio in auto ricevuto da una donna incinta e da suo fratello, Haru, grazie alla generosità degli stessi, può comprarsi dei cambi e, anziché tornare a casa, continua a dirigersi verso nord.
Nel sottrarsi alle molestie di alcuni ragazzi presso un'autostazione, viene difesa da Morio, un uomo che si offre anche di darle un passaggio in auto. Morio è originario di Fukushima dove nel disastro della centrale nucleare perse moglie e figlia. Diretto a Saitama cerca un certo Mehmet, turco di etnia curda che si adoperò nei soccorsi seguiti al disastro. Trovati dei conoscenti, viene poi ospitato con Haru a casa della sua famiglia. Mehmet, non in regola con i permessi, è in stato di fermo presso l'ufficio immigrazione e non si sa quando verrà rilasciato. 
Capito che la ragazza vuole tornare ad Ōtsuchi, Morio si offre di accompagarla fino a Fukushima, dove non torna da tempo, pur avendo lì la sua casa. Dopo una penosa visita nella casa abbandonata, Morio è ospite con Haru di suoi anziani amici che vivono ancora lì. L'area è stata abbandonata da tutti, ma la maggior parte degli anziani con il tempo sono tornati. Per chi è andato via c'è anche un problema di discriminazione, soprattutto per i più piccoli con i compagni di scuola.
Morio decide quindi di portare Haru fino a casa sua. La ragazza incontra la madre dell'amichetta con la quale si trovava nel momento della tragedia. Haru le lasciò la mano e l'amica scomparve non venendo più ritrovata. La donna abbraccia Haru in un pianto che le accomuna con la ragazza che ha ancora un senso di colpa per l'avvenuto.
Sul sito della sua casa rimangono solo pochi resti dei muri e tutto attorno è un paesaggio desolante. Haru sfoga la sua disperazione e poi si interroga con Morio sul simile tragico destino di entrambi. In merito all'idea del suicidio Morio dice alla ragazza che la memoria della sua famiglia sarà viva fin quando sarà viva lei. Quindi la lascia alla stazione ferroviaria dandole il denaro necessario per il biglietto fino ad Hiroshima. 
Sulla banchina della stazione il casuale incontro con un ragazzino, la convince a completare il suo viaggio con un'ulteriore tappa. In una località vicina esiste infatti un "telefono del vento" con il quale poter comunicare con i propri cari defunti. Haru vi si reca e riferisce ai genitori degli anni vissuti da sola, di essere cresciuta, delle molte persone generose incontrate durante il viaggio verso casa e infine che si prepara ad incontrarli di nuovo, ma solo quando sarà già anziana.  

## Produzione
La doppia tragedia del terremoto/tsunami e della catastrofe nucleare del 2011 ha lasciato un segno profondo nel Giappone e ha dato vita ad opere di vario genere sull'argomento. A Nobuhiro Suwa interessa esplorare il dolore scegliendo la strada della semplicità. La giovane protagonista, a parte la "telefonata" finale, parla pochissimo, comunicando soprattutto con l'intensità del suo sguardo triste. Molti dialoghi sono improvvisati e le riprese, che pure hanno attraversato il Giappone da sud a nord, sono durate in tutto solo tre settimane.
Non mancano comunque accenni polemici al comportamento irresponsabile della TEPCo nella gestione della crisi nucleare, affidati esclusivamente ai commenti dell'anziano di Fukushima, interpretato da Toshiyuki Nishida, vecchia gloria del cinema giapponese.

## Riconoscimenti
- Festival di Berlino 2020
  - menzione per il gran premio della giuria al miglior film nella sezione Generation 14plus
- Asian Film Awards 2020
  - Candidatura come Miglior regista a Nobuhiro Suwa
- Mainichi Film Concours 2021
  - Candidatura come Miglior attrice a Serena Motola
- Kinema Junpo 2021
  - Miglior attrice emergente a Serena Motola